# У Маокунь
У Маокунь  (кит. трад. 吳茂昆, пиньинь Wú Màokūn; род. 6 декабря 1949 года) — тайваньский физик, специализирующийся в области сверхпроводимости, физики низких температур и физики высоких давлений. В разное время занимал должности профессора физики в Алабамском университете в Хантсвилле, Колумбийском университете и Национальном университете Цинхуа, директора Института физики Академии Синика, президента Национального университета Дун-Ва. Впоследствии работал научным сотрудником Института физики Академии Синика.

## Биография
У родился городе Юйли, уезд Хуалянь. Отец — этнический хокло. Детство провёл на Тайване.
В 1981 году получил степень доктора философии в Хьюстонском университете. Работал там же научным сотрудником в течение двух лет, затем перешёл на должность доцента физики в Алабамский университет в Хантсвилле. В 1987 году получил должность профессора. Вместе с Полом Чу и Джимом Эшберном обнаружил сверхпроводимость в оксиде иттрия-бария-меди при температуре выше 77 К (то есть температуре жидкого азота). Согласно Science Citation Index поисковой системы Web of Science, работа У Маокуня с соавторами Superconductivity at 93 K in a new mixed-phase Y-Ba-Cu-O compound system at ambient pressure, опубликованная в журнале Physical Review Letters Американского физического общества, цитировалась в журнальных статьях более пяти тысяч раз и оказала признанное влияние на прикладную науку и бизнес. Маокунь У был приглашён преподавать и проводить дальнейшие исследования в области высокотемпературной сверхпроводимости в тайваньский Национальный университет Цинхуа.
С 2004 по 2008 год У Маокунь  был председателем Национального научного совета Китайской республики. В 2018 году он был назначен министром образования в кабинете премьера Уильяма Лая, но ушёл в отставку через 41 день работы. Впоследствии У был привлечён к ответственности за нарушение Закона о государственной службе и Закона об отводе государственных служащих из-за конфликта интересов.

## Личная жизнь
У Маокунь женат, двое детей.

## Академические награды и премии
- 1988 Ежегодная премия Китайской инженерной ассоциации США
- 1988 Награда штата Алабама
- 1988 Премия Алабамского университета за исследования
- 1988 Премия Комстока Национальной академии наук США
- 1989 Премия «Тамканский золотой орёл» Тамканского университета (Тайвань)
- 1994 Член Китайского физического общества.
- 1994 Премия Бернда Теодора Матиаса
- 1995 Премия Ю. Т. Ли выдающемуся учёному
- 1998 Специальные премии НАСА
- 2007 Премия Этторе Майорана — Эриче — Наука во имя мира (Италия)
- 2009 Премия тайваньско-американского фонда (TAF)
- 2010-03 Премия Гумбольдта за исследования (Германия)